# Oficerska Szkoła Wojsk Kolejowych
Szkoła Oficerska Wojsk Kolejowych (SOWKol.) – szkoła Wojska Polskiego II RP kształcąca kandydatów na oficerów Wojsk Kolejowych.

## Historia Szkoły
Szkoła Oficerska Wojsk Kolejowych i podległa jej Szkoła Podchorążych Wojsk Kolejowych została utworzona w Krakowie 15 maja 1919 r. na podstawie rozkazu Ministra Spraw Wojskowych z 7 maja 1919 roku. Zadaniem szkoły było przygotowanie oficerów w trybie cztero- i sześciomiesięcznych kursów oficerskich. Przez prawie cały rok trwały przeobrażenia organizacyjno-dydaktyczne, które 16 grudnia 1919 roku ostatecznie uregulowały system szkolenia. Według przyjętego modelu, Szkoła kształciła oficerów zawodowych służby stałej wojsk kolejowych w trybie dwuletnim, zaś podlegająca jej szkoła podchorążych – oficerów rezerwy w cyklu sześciomiesięcznym. Rekrutację do Szkoły przeprowadzano wśród kandydatów wojskowych i cywilnych posiadających średnie lub wyższe wykształcenie techniczne. Pierwszeństwo przyjęcia przysługiwało inżynierom – studentom Politechniki lub osobom mającym ukończoną inną wyższą szkołę o profilu techniczno-handlowym. Studia w tej wojskowej placówce dydaktycznej trwały dwa lata i składały się z czterech semestrów. Pierwszy semestr – przygotowawczy tworzył z dwoma następnymi pewną całość, obejmującą kształcenie z zakresu kolejnictwa i wiedzy ogólnotechnicznej. W czwartym zaś, studenci wybierali specjalizację w jednym z trzech kierunków: budowa i konserwacja kolei, służba maszynowa oraz ruchu i telegrafii. Po ukończeniu szkoły jej absolwent mianowany był na pierwszy stopień oficerski, a po odbyciu jednorocznej praktyki w jednostkach kolejowych według wybranej specjalności otrzymywał tytuł inżyniera wojskowego. Warunkiem przyjęcia do szkoły podchorążych miało być posiadanie przez aspiranta matury bądź rozpoczęte studia na Politechnice lub innej uczelni techniczno-handlowej. Kurs ten trwał sześć miesięcy i obejmował podstawowe szkolenie wojskowo – techniczne w dwóch pierwszych miesiącach, kształcenie techniczne w czterech dalszych, łącznie z dwumiesięczną praktyką „kolejową” według specjalności takich samych jak w Szkole Oficerskiej. Proces szkolenia kończył egzamin, po złożeniu którego podchorążych kierowano do pełnienia czteromiesięcznej służby wojskowej. Pomyślne jej zakończenie uprawniało do otrzymania szlifów podporucznika rezerwy. 
SOWKol. rozpoczęła kształcenie kadr 1 listopada 1919 roku. W wyniku działań militarnych, 1 kwietnia 1920 zostało ono przerwane, a  słuchacze uzupełnili braki kadrowe formacji kolejowych walczących na froncie. Po zakończeniu działań wojennych szkolenie kontynuowano w Krakowie, a następnie na specjalnych kursach zorganizowanych w maju 1921 roku w Obozie Wyszkolenia Wojsk Kolejowych w Jabłonnie. Po zakończonej wojnie polsko-bolszewickiej nie doszło do reaktywowania działalności SOWKol.  W czasie funkcjonowania Szkoły odbyły się w niej następujące kursy: pierwszy – (uzupełniający i pełny) trwający od 1 marca do 1 września 1919 r. – kończyło go około 80 studentów; drugi w ramach szkoły podchorążych, przebiegający od 1 listopada 1919 r. do 1 kwietnia 1920 r. – proces szkolenia zakończyło 70 podchorążych oraz pierwszy semestr cyklu dwuletniego, realizowany od 1 listopada 1919 r. do 1 kwietnia 1920 r. – kurs obejmujący około 40 podchorążych został przerwany. Łącznie Szkołę opuściło w latach 1919-1920 około 200 oficerów, którzy zasilili kadry oficerskie Wojsk Kolejowych.

## Organizacja Szkoły
- komenda szkoły
  - komendant
  - adiutant
  - dyrektor nauk z personelem dydaktyczno- naukowym i instruktorskim
- kompania podchorążych:
  - dwa plutony
    - po trzy drużyny
- kompania szkoły podchorążych rezerwy:
  - trzy plutony
    - po trzy drużyny
- kompania sztabowa – zabezpieczająca proces kształcenia

Stan etatowy Szkoły liczył 26 oficerów, 20 podoficerów, 135 słuchaczy, 29 żołnierzy i 1 urzędnika wojskowego oraz 13 koni wierzchowych i 12 koni taborowych, a także 6 dwukółek.